# Gononoorda neervoorti
Gononoorda neervoorti là một loài bướm đêm trong họ Crambidae.